# Zope (Webanwendungsserver)

Logo

Zope (Z Object Publishing Environment) ist ein objektorientierter, in der Programmiersprache Python geschriebener, freier Webanwendungs-Server mit offenem Quelltext. Zope stellt eine Plattform für die Realisierung von Webanwendungen dar und eignet sich sehr gut zum Erstellen von dynamischen Webauftritten, da es prinzipiell darauf ausgerichtet ist, den Inhalt von der Gestaltung der Website zu trennen. Der Quellcode von Zope wurde in Teilen 1996, die gesamte Applikation 1998 Open Source.

## Geschichte
1995 wurde Digital Creations in Fredericksburg (Virginia) als Gemeinschaftsunternehmen eines Zusammenschlusses mehrerer Tageszeitungen gegründet.
Die ersten Mitarbeiter waren Paul Everitt und Bob Page. Recht schnell kamen weitere Mitarbeiter wie Jim Fulton hinzu. Im Mai 1997 stieß das Tageszeitungskonsortium Digital Creations ab, die Teilhaber Paul Everitt und Bob Page bekamen den Namen, die Software und die Mitarbeiter.
Zu diesem Zeitpunkt arbeiteten bereits einige Firmen außerhalb von Digital Creations mit deren freiem Produkt Bobo. Einer davon war Hadar Pedhazur, welcher ebenfalls zu der Zeit auf Digital Creations mit dem Wunsch zukam, Investor zu werden. Die Gespräche waren allerdings nicht von Erfolg gekrönt, da Hadar die Zukunft von Digital Creations als Dienstleister sah, während Paul Everitt und Bob Page ihre Produkte, unter anderem den Principia Application Server, als proprietäre Anwendungen verkaufen wollten. Ein Jahr später jedoch, nachdem sich der Erfolg nicht in dem Maße eingestellt hatte wie erhofft, kam Hadar noch einmal auf Digital Creations zu, und man einigte sich darauf, ein Dienstleistungsunternehmen zu werden, die Produkte zu einem Produkt namens Zope zu bündeln und als freie Software zu veröffentlichen.
Im November 2004 wurde Zope 3 veröffentlicht. Es ist nahezu ganz neu geschrieben und enthält lediglich die originale ZODB-Objekt-Datenbank und die "ZPT Template Engine". Am 17. Januar 2010 wurde Zope 3 in "BlueBream" umbenannt, um die Abgrenzung zu Zope 2 zu verdeutlichen.
Mit BlueBream wurde ein Schnitt gemacht. Statt abwärtskompatibel zu Zope 2 zu bleiben, hat man sich dazu entschlossen, die interne Struktur grundlegend zu überarbeiten. Zu den Neuerungen gehört eine Komponentenarchitektur. Ein Nebeneffekt ist, dass viele Komponenten jetzt auch außerhalb von Zope nutzbar sind. Zurzeit werden sowohl Zope 2 als auch BlueBream parallel und aktiv weiterentwickelt.
Die direkte Weiterentwicklung von Zope 2 bekam nach der Version 2.13 den Namen Zope 4. Zope 4 ist mit Python 3 kompatibel und wurde am 10. Mai 2019 veröffentlicht.

## Merkmale

### Erweiterbarkeit
Die Funktionalität von Zope kann durch eine große Anzahl von frei erhältlichen Erweiterungen, den sogenannten Produkten (englisch: Products), den Bedürfnissen angepasst werden, z. B.:
- spezielle Objektklassen, wie etwa Bugtracker, Newsletter-Systeme oder User Folder, die ihre Daten etwa aus LDAP beziehen
- Anbindungen relationaler Datenbanken
- Modifikationen von Zope selbst (sog. Monkey Patches)

Diese Erweiterungen werden jeweils in einem eigenen Verzeichnis im Dateisystem abgelegt und lassen sich durch Löschen des Verzeichnisses und Neustart von Zope rückstandslos wieder entfernen. Es steht ihnen der volle Umfang der Programmiersprache Python zur Verfügung, incl. der Einbindung von in Python oder C geschriebenen Bibliotheken.
Die Produkte werden von der inzwischen sehr großen Benutzergemeinde entwickelt und gepflegt.

### Objekt-Datenbank
Basis vieler Eigenschaften von Zope ist die Objekt-Datenbank ZODB, in der die dynamisch veränderlichen Inhalte abgelegt werden (sofern sie nicht aus zusätzlich angebundenen relationalen Datenbanken stammen). Die ZODB enthält alle vorhandenen Objekte in einem hierarchischen Baum und bildet die Grundlage der Akquisition.
Sie ist sehr performant und auch unabhängig von Zope nutzbar.

### Akquisition
Ein charakteristisches Konzept ist das der Akquisition, das heißt des Erbens vom enthaltenden Objekt. Auf diese Weise können Eigenschaften und Methoden in einen ganzen Unterbaum 'vererbt' werden; dies ist die wichtigste Grundlage von mit „Zope-Bordmitteln“ realisierten dynamischen Internet-Präsenzen.

### Entwicklungssprachen
An Entwicklungssprachen bietet Zope die Document Template Markup Language (DTML), die Programmiersprache Python und die Zope Page Templates (ZPT). DTML wird zwar noch sehr oft eingesetzt, gilt heute im Zope-Umfeld aber als veraltet. Die Verwendung von Python und ZPT erlaubt eine bessere Trennung von Darstellung und Programmlogik und ist daher DTML vorzuziehen.
Beispielsweise kann ein Python-Programm als internes Python-Script (Script (Python)) hinterlegt oder als externe Methode (External Method) eingebunden werden.
Ein internes Python-Script wird in der Objektdatenbank ZODB gespeichert und wird aus Sicherheitsgründen in seiner Funktionalität beschränkt. So ist zum Beispiel der Zugriff auf das Dateisystem gesperrt und auf die Objektdatenbank erlaubt.
Eine externe Methode befindet sich hingegen im Dateisystem und wird über ein Zope-Objekt eingebunden. Für diese Methoden gibt es keine Zugriffsbeschränkungen.

### Sicherheit
Zope verfügt über ein Sicherheits-Framework, das auf sogenannten Rollen (englisch Roles) aufbaut und genaue Festlegungen erlaubt, wer wo was darf. Für jedes einzelne Objekt kann festgelegt werden, welche Rolle für welche Art des Zugriffs benötigt wird; diese Rollen können den einzelnen Benutzern auch lokal zugewiesen werden, um ihnen z. B. Zugriff nur in einem bestimmten Teilbaum zu gewähren.
Darüber hinaus arbeitet der Web-Benutzer nicht wie bei klassischen Skriptsprachen (wie PHP, Perl u. ä.) im Dateisystem des Servers, sondern in einer gesonderten virtuellen Umgebung. Aus dieser auszubrechen ist nur möglich, wenn es vom Entwickler gewünscht wird. Dieses System verhindert Zugriffe auf andere auf dem Server gespeicherte Informationen und unterläuft damit gängige Angriffsmuster.

### HTTP-Server
Zope enthält den Webserver Zserver, eine erweiterte Version des in Python geschriebenen Servers Medusa. Ein weiterer Webserver wird nicht benötigt, kann aber dazu verwendet werden, Zope zusammen mit beispielsweise einem Apache-Webserver zu betreiben.
Ab der Version 2.13 kann Zope auch mit WSGI betrieben werden.

### Skalierbarkeit
Zope ist zu softwareseitigem Multithreading fähig. Die Lastverteilung einer Zope-Instanz auf mehrere Prozessoren wird aber durch eine globale Sperre des Python-Interpreters verhindert. Mit Hilfe von „Zope Enterprise Objects“ (ZEO) ist es möglich, dass mehrere Server auf dieselbe Datenbasis zugreifen. Derart verteilte Systeme sind in der Lage, mehrere Prozessoren zu nutzen.

### Portabilität
Zope ist fast vollständig in Python geschrieben. Nur einige geschwindigkeitskritische Systemteile sind in C geschrieben. Das gesamte System kann somit prinzipiell auf allen Plattformen mit einem Python-Interpreter und einem C-Compiler ausgeführt werden.
Für Linux, Windows, BSD, Mac OS X und Solaris werden vorübersetzte Pakete angeboten. Die Pakete enthalten Zope und Python.

### Nutzungsbedingungen
Die Bedingungen zur (Weiter-)Veröffentlichung werden in der dort sogenannten Zope Public License (abgekürzt in der ZPL) beschrieben, welche auch von anderen Entwicklern (wie beispielsweise bei Mingw-w64 und PyPI mit)verwendet wird.

## BlueBream
Im Jahr 2004 wurde ein neues Zope freigegeben, zuerst unter dem Namen Zope 3. Seit dem 17. Januar 2010 wird die Entwicklung unter dem Namen BlueBream weitergeführt, nachdem die Entwickler den Namen Zope 3 als hinderlich für die weitere Entwicklung und Abgrenzung gegen Zope 2 empfanden.
Zope 2 hat sich als ein nützliches Framework für Webanwendungen bewährt, die eine oder andere Idee zeigte mit der Zeit jedoch ihre Schwächen. Für die damalige Zeit war Zope hervorragend erweiterbar, es war eine der Stärken von Zope. Neuere Technologien wie das Java-Framework Spring haben aber noch andere Möglichkeiten zur Erweiterung aufgezeigt. Erweiterungen waren eng an Zope gekoppelt, weil sie nur durch Erweiterung von Zope-Basisklassen in Zope integriert werden konnten und relativ viel Code für die Zope-Integration benötigen. Zope 3 hat als Ersatz dafür das Komponenten-Modell eingeführt, bei dem dies nicht mehr nötig ist.
Eine weitere Idee war die Entwicklung von Anwendungen über die Weboberfläche. Ihr Vorteil ist, dass Änderungen sofort im Webbrowser getestet werden können und direkt wirksam werden. Nachteilig ist jedoch, die wesentlich schwierigere Einbindung von Versionsverwaltungssystemen und mächtigen Editoren für den Quelltext. Weiterhin sorgen die Sicherheitsmechanismen der Entwicklung über die Weboberfläche dafür, dass viele Python-Module nicht einfach genutzt werden können.
In BlueBream kann man keine Programmlogik mehr direkt über die Weboberfläche schreiben. Programmlogik kann jedoch noch immer einfach getestet werden, da sie nun nicht mehr mit Zope gekoppelt ist und auch außerhalb von Zope als eigenständiges Programm laufen kann.
In der Summe sorgen die Änderungen auch dafür, dass Entwickler sich weniger nach Zope richten müssen. Dies hatte in der Vergangenheit viele Entwickler abgeschreckt.
Die erste stabile Ausgabe wurde am 6. November 2004 veröffentlicht (damals noch unter dem Namen Zope 3). Die aktuelle Version ist BlueBream 1.0a0, es entspricht Zope 3.4.1.

### Grok
BlueBream (vormals Zope 3) steht bei vielen Zope-Entwicklern in der Kritik, zu viel Konfiguration in Form von XML-Dateien zu benötigen. In BlueBream ist vieles über XML-Dateien konfigurier- und änderbar. Dafür muss es explizit in den Konfigurationsdateien angegeben werden. Als Antwort darauf haben einige Entwickler Grok entwickelt, welches auf BlueBream aufsetzt.
Grok führt das DRY-Prinzip als oberste Maxime ein. DRY steht für “Don’t repeat yourself” (englisch für „Wiederhole Dich nicht“). Gemeint ist damit, dass alles nur einmalig definiert werden soll. Wenn in 90 Prozent der Fälle die Konfiguration dieselbe ist, dann sollte dies nicht explizit konfiguriert werden müssen. So lässt sich mit Grok eine komplexe Webanwendung schreiben, die mit einer Zeile XML-Konfiguration auskommt.

## Anwendungen
Eine bekannte Anwendung von Zope ist das Content-Management-System Plone. Ebenso wird das Programm Schooltool von The Shuttleworth Foundation mit Zope 3 entwickelt und die Softwareentwicklungs-Plattform Launchpad basiert auf Zope.
Ein etwas weniger bekanntes Open-Source-CMS basierend auf ZOPE ist ZMS, das – obgleich von den Entwicklern ursprünglich vor allem für den Forschungsbetrieb wie zur Nutzung in der Medizin entwickelt wurde – heute eine recht weite Verbreitung gefunden hat. Seine Besonderheiten liegen insbesondere in der anwenderfreundlichen Bedienoberfläche wie die Fähigkeiten zum multimedialen Publishing.
Weniger bekannt ist das gewerkschaftliche Content-Management-System union.cms, das unter der GNU General Public License steht. Entwickelt wurde es im Auftrag der Vereinten Dienstleistungsgewerkschaft Ver.di und löste 2003 das proprietäre CMS Hyperwave ab. Seit 16. März 2010 basiert auch der Webauftritt des DGB auf einer Weiterentwicklung von union.cms und damit auf Zope.